# ミノル・ヤスイ
ミノル・ヤスイ（Minoru Yasui、漢字：安井 稔、1916年10月19日 - 1986年11月12日）は、アメリカ合衆国の日系二世弁護士で、第二次世界大戦期のアメリカにおける、日系人の強制収容の不当性を訴えた権利擁護活動家。

## 人物
オレゴン州フッドリバーで生まれ、オレゴン大学で法律学の学位を取得した。 真珠湾攻撃後、日系人及び日本人移民を直接の対象とした強制収容の不当性を訴えた数少ない日系二世の1人だった。 ヤスイの裁判は、少数民族を対象とした夜間外出禁止令の合憲性をテストする最初のケースだった。
ヤスイの裁判は合衆国最高裁判所にまで持ち越され、法廷で彼は、夜間外出禁止令を破るための信念を主張したが、判決は有罪だった。1944年に抑留を解かれた後は、コロラド州デンバーへ転居し、同地で結婚し、日系アメリカ人市民同盟における指導者的な役割を果たすなど、地元の日系人社会のリーダーとして活躍するようになった。1986年にヤスイの有罪判決は、連邦裁判所によって覆された。

## 生涯

### 戦前
現在の岡山県井原市から、1903年に渡米し、兄・廉一と共に「安井兄弟商会」を営む日本人移民の父・益男と母・静代の間に、9人兄弟の三男として生まれる。8歳の時に、一時日本で過ごした後、3年間オレゴン州の日本語学校で学んだ。1933年に地元の高校を卒業した後は、ユージーンのオレゴン大学に進学し、1937年に学士号、1939年には同校のロー・スクールで法務博士号をそれぞれ取得した。
ヤスイは、大学の予備役将校訓練課程（ROTC）の一員でもあり、1937年12月8日に予備役歩兵少尉に任命された。
ロー・スクール卒業後は、司法試験に合格し、1939年にオレゴン州ポートランドで弁護士としての活動を始めた。当時は日系人への差別が根強かったことから、同地での弁護士活動は困難の連続だったが、父の人脈を通して、シカゴの日本総領事館で事務の仕事に就くこととなった。だが、1941年12月7日（現地時間）の帝国海軍による真珠湾攻撃に伴い、領事館での仕事を退職した。

### 戦中
ヤスイは、父から軍務に就くために一旦帰宅するよう伝えられた後、シカゴからフッドリバーに戻った。フッドリバーに戻った後、ヤスイは近隣のワシントン州にあるバンクーバー兵舎で陸軍の軍務に就くことを志願したものの、日系人であることを理由に拒否されることとなった。続けて、同年12月13日にヤスイは敵性外国人としてFBIに逮捕され、彼の資産も凍結されることとなった。保釈後は、ポートランドに転居し、法律実務を開業した。
フランクリン・ルーズベルト大統領は、1942年2月19日に大統領令9066号にサインしたことにより、特定地域を軍管理地域に指定する権限が陸軍長官へ与えられたほか、夜間外出禁止令が発令され、最終的には日系アメリカ人の抑留を実行することが可能になった。これに伴い、父・益男は他の2,191人の一世と共にFBIに逮捕され、モンタナ州のフォート・ミズーラ抑留キャンプに収監されることとなった。

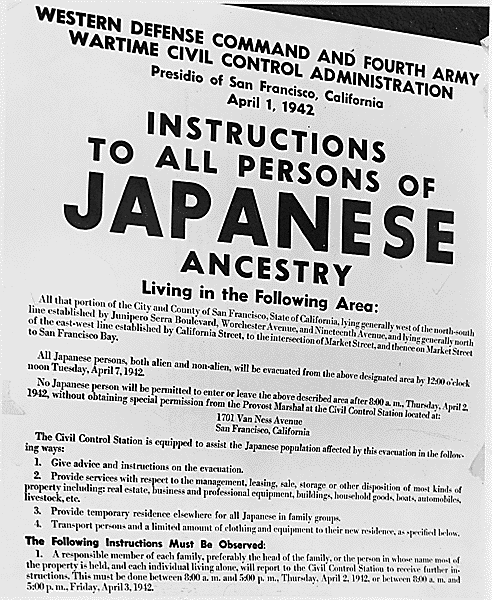
日系人へ立ち退きを促す掲示

このことに対する抗議の意味も込めて、ヤスイは1942年3月28日に、ポートランドにおいて軍によって発令された20時以降夜間に外出することを禁止した令を破るべく、意図的に都心部を歩き回った後、夜間外出禁止令の合憲性を試すべく、午後11時過ぎに警察署に出頭した。最初に出頭した署では、警察官から「問題にならないうちに家に帰りなさい」と追い返されてしまったものの、諦め切れずに午後11時20分に別の署に出頭し、逮捕されることとなった。後に保釈金を払った際、大陪審が自身を起訴したことを知ることとなった。日本人に対する立ち退きを命じる通知が出された後も、ヤスイは指示に従うつもりが無いことを当局に伝え、フッドリバーの家族のもとに向かった。これは、日系アメリカ人の旅行を規制する別の法律に違反することとなり、当局はフッドリバーでヤスイを逮捕した。
ヤスイは、6月に始まる裁判に先がけてFBIで友人達と相談し、一連の日本人に対する処置の合法性をテストするべく、リーガル・マインドに基づいて裁判における計画を練ることにした。裁判では、アール・バーナード弁護士がヤスイの弁護を担当した。
何れのオレゴン州の団体も、ヤスイの支援を拒否したことから、後に裁判が行われた法廷で裁判官となるガス・J・ソロモン弁護士は、アメリカ自由人権協会にヤスイの弁護を行うよう依頼した。戦略の一つには、裁判官にのみ決定を委ねる、非陪審裁判を続行することがあった。ソロモンは、ジェームズ・アルガー・フィー連邦判事によって、8人の他の弁護士とともに、法廷における問題点について助言するよう頼まれた。この裁判で、フィー連邦判事は特定の市民を対象とした夜間外出禁止令などの適用は憲法違反であるとの結論を出した。しかし、ヤスイ自身へは、1942年11月16日の判決において、彼が日本への忠誠を示したことから、最早アメリカ市民ではないと言明し、禁固1年と罰金5000ドルが言い渡されることとなった。
ヤスイは9ヶ月間法廷で再び主張する機会を待つこととなった。この間、彼はポートランドのマルトノマ群刑務所に拘置された後、アイダホ州のミニドカ移住センターに送致された。その後、1943年6月に最高裁判所でヤスイはアメリカ市民であるという結論が出されたものの、数日後の6月21日の判決で有罪自体が覆ることは無く、軍の要請による戦時下における敵性外国人に対する権利の制限は、妥当であるとの判決が満場一致で出されることとなった。裁判後、ヤスイは服役も経験し、十分な処罰を与えられたと認められ、身柄を解放され、収容所に送られることとなった。

### 戦後
1944年夏にヤスイは、収容所から出ることを許され、9月にコロラド州デンバーに引っ越す前にシカゴで仕事に就いた。1945年6月に、コロラド州最高裁判所で弁護士業務開始の許可を訴え、再び弁護士として活動するようになった。翌1946年11月に元抑留者のトゥルー・シバタと結婚し、アイリス・ホリー・ローレルの3女をもうけた。
デンバーでヤスイは、市長によって設置されたコミュニティー・リレーションズ委員会での活動に1959年から打ち込むようになった。委員会は、1967年から1983年に引退するまでヤスイを常務取締役に置き、人種間の軋轢や他の社会問題を取り扱った。1954年には、コロラド・ワイオミング・テキサス・ネブラスカ・ニューメキシコ・モンタナを管轄する日系アメリカ人市民同盟（JACL）の地区代表に任ぜられた。
1976年にJACLで戦時強制収容の不当性及び損害賠償に関する討議を行う委員会が立ち上げられ、1981年までヤスイが委員長を務め、委員長を退任した後も1984年まで委員会での活動を続けることとなった。
彼自身も、自身の有罪判決を覆すべく、1984年にオレゴン州連邦地方裁判所に提訴した。2年後の1986年にオレゴン州連邦裁判所で有罪判決は覆されることとなり、それを見届けるかのように同年11月12日にヤスイは亡くなり、遺体は生まれ故郷であるフッドリバーに埋葬された。
1990年に、デンバーの日本人街であるサクラ・スクエアにヤスイの胸像が立てられた。胸像には以下の言葉が記されている。
2015年に、米国で文民最高位の勲章となる「大統領自由勲章」を死後の叙勲として授与された。